# Várbalog
Várbalog é um município da Hungria, situado no condado de Győr-Moson-Sopron. Tem 22,7 km² de área e sua população em 2015 foi estimada em 362 habitantes.